# Rosella Cicognani
Rosella Cicognani (Forlì, 1º ottobre 1939) è un'ex ginnasta italiana.

## Biografia
Insieme alla sorella più grande di tre anni, Miranda, ha partecipato alle Olimpiadi di Melbourne del 1956 e a quelle di Roma del 1960. Le due sorelle Cicognani, entrambe della polisportiva Edera di Forlì, sono state negli anni cinquanta e sessanta il simbolo della ginnastica artistica italiana. Delle sei ragazze della nazionale azzurra selezionate alle Olimpiadi romane, dove Rosella si è classificata sedicesima, ben quattro erano forlivesi: Gabriella Santarelli, Wanda Soprani, Miranda e Rosella Cicognani.
Il segno del predominio delle sorelle Cicognani nella ginnastica italiana dell'epoca è dato dalle loro vittorie: Miranda detiene il record femminile di vittorie ai campionati assoluti, con 5 medaglie d'oro tra il 1956 e il 1962, interrotto solo da Rosella nel 1959 e nel 1961.
Nel giugno 2012 è stata premiata al Panathlon Club insieme a tutti gli atleti forlivesi che hanno partecipato alle Olimpiadi.